# هاینتس هایدریش
هاینتس هایدریش (آلمانی: Heinz Heydrich؛ ‏ ۲۹ سپتامبر ۱۹۰۵ – ۱۹ نوامبر ۱۹۴۴) روزنامه‌نگار، نویسنده و ستوان اس‌اس در رایش آلمان بود. وی فرزند ریشارد برنو هایدریش و برادر کوچک اس‌اس-اوبرگروپنفورر راینهارت هایدریش بود. به‌دنبال قتل برادرش در ژوئن ۱۹۴۲، هاینتس به یهودیان کمک کرد تا از هولوکاست بگریزند.

درجهٔ نظامی او اوبراشتورمفورر (ستوان) 
و شغلش روزنامه‌نگاری و ویراستاری نشریهٔ نظامی پانتسرفاوست بود. او در آغاز از ستایشگران پرشور هیتلر بود. اما قبل از تشییع جنازه حکومتی راینهارت هایدریش در برلین در ژوئن ۱۹۴۲، هاینتس هایدریش یک جعبهٔ بزرگ، حاوی پرونده‌های برادرش را دریافت کرد که از گاوصندوق راینهارت در مقر گشتاپو در پلاک ۸ خیابان پرینتس آلبرشت، برلین به‌دست آمده بود. هاینتس خودش را با آن مدارک در اتاقش محبوس کرد. صبح روز بعد، همسرش متوجه شد که شوهرش تمام شب بیدار بوده و مدارک و پرونده‌ها را می‌سوزاند. همسرش به یاد می‌آورد که هاینتس که از جبهه به مرخصی آمده بود، ساکت بود و دیگر حرف نمی‌رد. به نظر می‌رسید ذهنش و فکرش در جای دیگری است و خودش مثل سنگ شده بود. پرونده‌های موجود در جعبهٔ ارسالی، احتمالاً پرونده‌های شخصی راینهارت بودند، که هاینتس برای اولین بار با خواندن آنها، متوجهٔ کشتار گستردهٔ یهودیان، یا به اصطلاح راه حل نهایی شد. پس از آن، هاینتس هایدریش با جعل اسناد هویتی و چاپ آنها توسط ماشین‌های چاپ نشریه‌اش، به بسیاری از یهودیان کمک کرد تا فرار کنند.
هنگامی که در نوامبر ۱۹۴۴ یک کمیسیون اقتصادی به ریاست یک دادستان ایالتی تصمیم به تحقیق و تفحص از اعضای تحریریه نشریهٔ پانتسرفاوست گرفت، هاینتس هایدریش تصور کرد که لو رفته‌است و برای محافظت از خانواده‌اش در برابر گشتاپو، خود را با شلیک گلوله کشت. اما در واقع، آن دادستان هیچ چیزی در مورد جعل مدارک توسط هاینتس و کمک به یهودیان نمی‌دانست و تنها در تلاش بود تا دلیل کمبود کاغد در چاپخانهٔ روزنامه را بیابد. با این حال، به گفته برادرزاده‌اش هایدر، دلیل دیگر خودکشی هاینتس، پرونده‌ای در حال بررسی در دادگاه نظامی به اتهام دزدی و فساد بود.
هاینتس هایدریش در گورستان جنگی پرابوته به خاک سپرده شده‌است.